# Вулиця Олени Пчілки (Львів)
Вулиця Олени Пчілки — вулиця у Личаківському районі м. Львова, в місцевості Штіллерівка. Сполучає вулицю Самійленка з площею Петрушевича. Прилучається вулиця Черешнева.

## Історія
Вулиця Олени Пчілки входить до складу так званої Офіцерської колонії округу VI корпусу — кількох вулиць, розташованих в умовному чотирикутнику між площею Петрушевича та вулицями Архипенка, Зеленою і Тарнавського. Територія Офіцерської колонії була забудована переважно спареними двоповерховими віллами у формах, наближених до архітектури XVII століття, так званої двіркової (високі ламані дахи, аттики із м'якими хвилястими лініями). Їх побудову з метою забезпечення житлом військових у 1927 році ініціював та здійснив своїм коштом кооператив Фонду військового кватирунку. В реалізації брали участь відомі архітектори Роман Фельпель, Мар'ян Нікодемович, Тадей Обмінський, Мечислав Штадлер.

## Назва
- від 1926 року — частина вулиці Черешневої.
- від 1934 року — Стшалковської, на пошану польської освітньої та громадської діячки, засновниці Жіночих науково-освітніх установ у Львові, письменниці Софії Стшалковської[pl].
- від 1943 року — Ґнайзенауґассе, на пошану прусського фельдмаршала Августа Найдгардта фон Ґнайзенау (1760—1831).
- від липня 1944 року — вулиця Стшалковської, повернена передвоєнна назва.
- від 1945 року — вулиця Садова.
- від 1946 року — вулиця Олени Пчілки, на пошану української письменниці, публіцистки, поетеси, матері Лесі Українки — Олени Пчілки[5].

## Забудова
На вулиці Олени Пчілки переважає двоповерхова садибна забудова. 
№ 2 — двоповерховий житловий будинок барачного типу, збудований у 1950-х роках.
№ 15/17 — вілла. Внесена до Реєстру пам'яток архітектури місцевого значення під охоронним № 2471-м.